# Feedback pozitiv

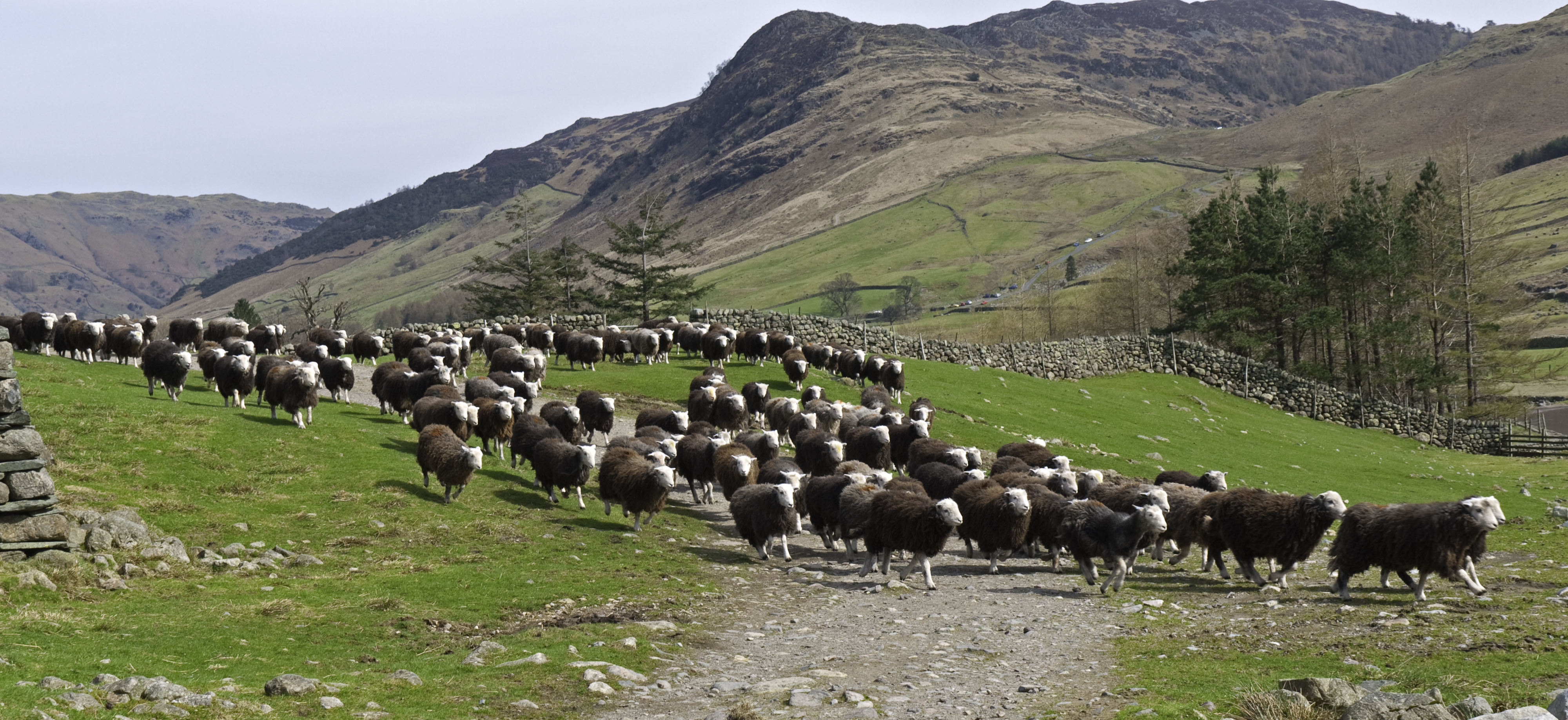
Panica se poate răspândi prin feedback pozitiv într-o turmă de animale, până la producerea unei busculade.

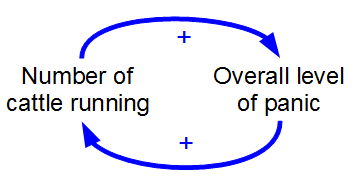
Diagrama buclei cauzale, care prezintă cauzele unei busculade ca o buclă de feedback pozitiv.

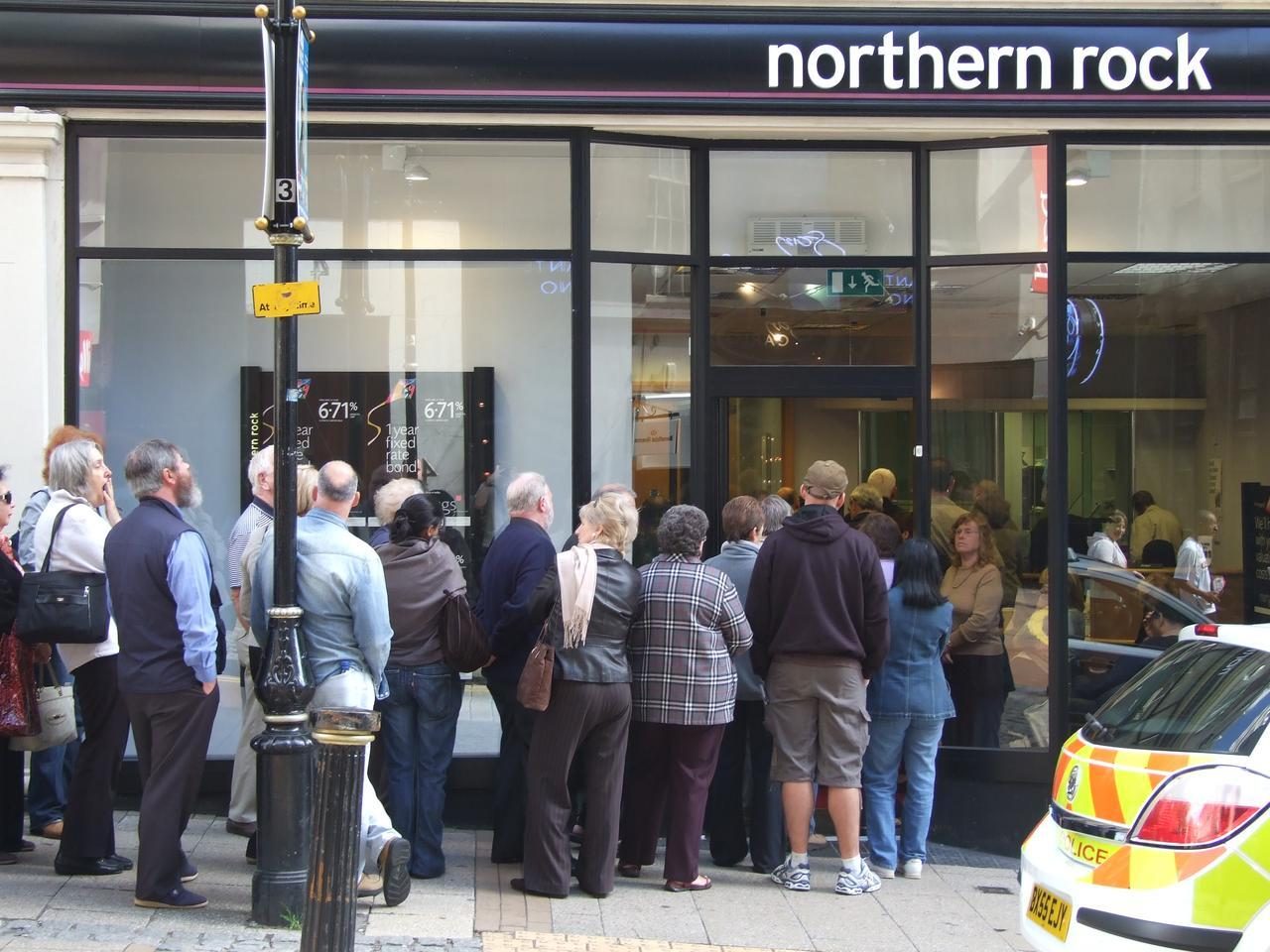
În sociologie, efectul de reţea poate crea rapid un feedback pozitiv cu efect în insolvența băncii. Fotografia de mai sus este din perioada insolvenței din 2007 a băncii Northern Rock.

Feedback-ul pozitiv este un proces în care efectele unei mici perturbații a unui  sistem implică o creștere în mărimea perturbației. Altfel spus, A produce mai mult B, care, la rândul său, produce mai mult A.  În schimb, un sistem care răspunde la o perturbație într-un mod care reduce efectul acesteia este un sistem cu feedback negativ. Aceste concepte au fost recunoscute ca fiind aplicabile pe scară largă de către Norbert Wiener, în lucrarea sa din 1948 despre cibernetică. 
Feedback-ul pozitiv tinde să provoce instabilitatea sistemului. Atunci când efectul feedback-ului pozitiv este mai puternic decât al tendinței de stabilizare, de obicei se produce o creștere exponențială a oricăror oscilații sau abateri de la echilibru. Parametrii sistemului se apropie de valorile extreme, care pot îl pot afecta sau distruge, sau îl pot duce  într-o nouă stare stabilă. Feedback-ul pozitiv poate fi controlat prin semnale în sistem, astfel încât să fie filtrat, amortizat sau limitat, sau poate fi anulat sau redus prin adăugarea unui feedback negativ.
Feedback-ul pozitiv este utilizat în electronica digitală pentru a forța tensiunea să nu ia valori intermediare, departe de cele corespunzătoare stărilor '0' și '1'. Pe de altă parte, ambalarea termică este un feedback pozitiv, care poate distruge joncțiunile semiconductoare. Feedback-ul pozitiv în Reacție chimică poate crește viteza de reacție și, în unele cazuri, poate duce la explozii. Feedback-ul pozitiv în proiectarea mecanică este folosită pentru crearea punctelor de basculare în mecanisme de blocare într-o anumită poziție, de exemplu, la întrerupătoare și clești de blocare. În lipsa controlului, feedback-ul pozitiv poate provoca prăbuşirea podurilor. De asemenea, el poate provoca în sistemele economice un boom.
În termenul "feedback pozitiv", "pozitiv" se referă mai degrabă la semnul matematic al amplificării în buclă închisă decât la rezultatul dorit.
Feedback-ul pozitiv este de asemenea sinonim cu:
- Feedback regenerativ: permite amplificarea unui semnal electronic de a fi amplificat de mai multe ori de către același element amplificator.
- Cerc virtuos: în sistemele sociale și financiare, termen care se referă la un complex de evenimente care se auto-consolidează printr-o buclă de reacție.
- Consolidare pozitivă: o consecință care crește frecvența unui comportament.
- lauda performanței "feedback-ul pozitiv" este adesea utilizat în contextul evaluării performanței, când el are loc atunci când cuiva i se spune că a făcut ceva bine sau corect[3]. Această utilizare este totuși controversată[4]
- feedback cu auto-consolidare: termen alternativ, utilizat pentru a evita confuzia cu "termenul anterior.[5]

## Prezentare generală
Caracteristica esențială a feedback-ului pozitiv este faptul că micile perturbații sunt amplificate. Atunci când feedback-ul pozitiv este prezent, există o buclă de cauzalitate în care o mică variație creează un efect ce determină o variație mai mare, ca un bulgăre de zăpadă rostogolindu-se  pe o pantă din ce în ce mai abruptă.
Atunci când apare o modificare într-un sistem, feedback-ul pozitiv determină modificarea în continuare, în aceeași direcție.
Rezultatul final al feedback-ul pozitiv este acela de amplificare, astfel încât perturbatii mici, pot duce la schimbari mari. De exemplu, dacă o reacție chimică este exotermică și reactia are loc la temperaturi mai ridicate, atunci există o probabilitate ridicată de feedback-ul pozitiv. În cazul în care căldura produsă nu este eliminată din reactanți suficient de rapid, poate să apară o instabilitate termică ce conduce foarte rapid la o explozie. În mod asemănător, dacă un microfon al unui aparat telefonic captează sunete din propriul difuzor, acestea sunt amplificate din nou, efectul constând în apariția unor sunete înalte, ca niște țiuituri și șuierături în difuzor.
Formal, un sistem în echilibru, în care se produce un feedback pozitiv la oricare modificare a stării sale actuale se spune că este în echilibru instabil. Amploarea forțelor care acționează pentru a scoate un astfel de sistem din punctul său de echilibru este o funcție crescătoare cu "distanța", față de acest punct.
În lumea reală, buclele de feedback pozitiv nu provocă o creștere tot mai mare, fiind modificate de efecte limitatoare. După Donella Meadows:
"Buclele de feedback pozitiv sunt surse de creștere, explozie, eroziune și colaps în  sisteme. Un sistem cu o buclă pozitivă necontrolată se va auto-distruge în cele din urmă. De aceea ele sunt atât de puține: de obicei, mai devreme sau mai târziu va apărea o buclă negativă."
Efectele feedback-ului negativ în cadrul aceluiași sistem pot modula efectele feedback-ului pozitiv, astfel că se pot adăuga la capacitatea de reacție a sistemului. Sistemele haotice prezintă feedback pozitiv la scară mică. Aici, neliniaritățile previn extinderea la infinit a sistemelor, dar fac acest lucru fără a ajunge la echilibru.

## Exemple și aplicații

### În electronică
Observație: în electronică, în loc de feedback, termenul încetățenit este cel de reacție (pozitivă, sau negativă)

Un amplificator cu reacție poate fi reprezentat printr-o diagramă bloc liniară idealizată. Dacă amplificarea în buclă, AB este pozitivă, atunci există o condiție de feedback pozitiv, sau regenerativ. Dacă AB este subunitar, Atunci amplificarea totală a sistemului este finită, dar poate fi foarte mare când AB tinde spre valoarea unitară.

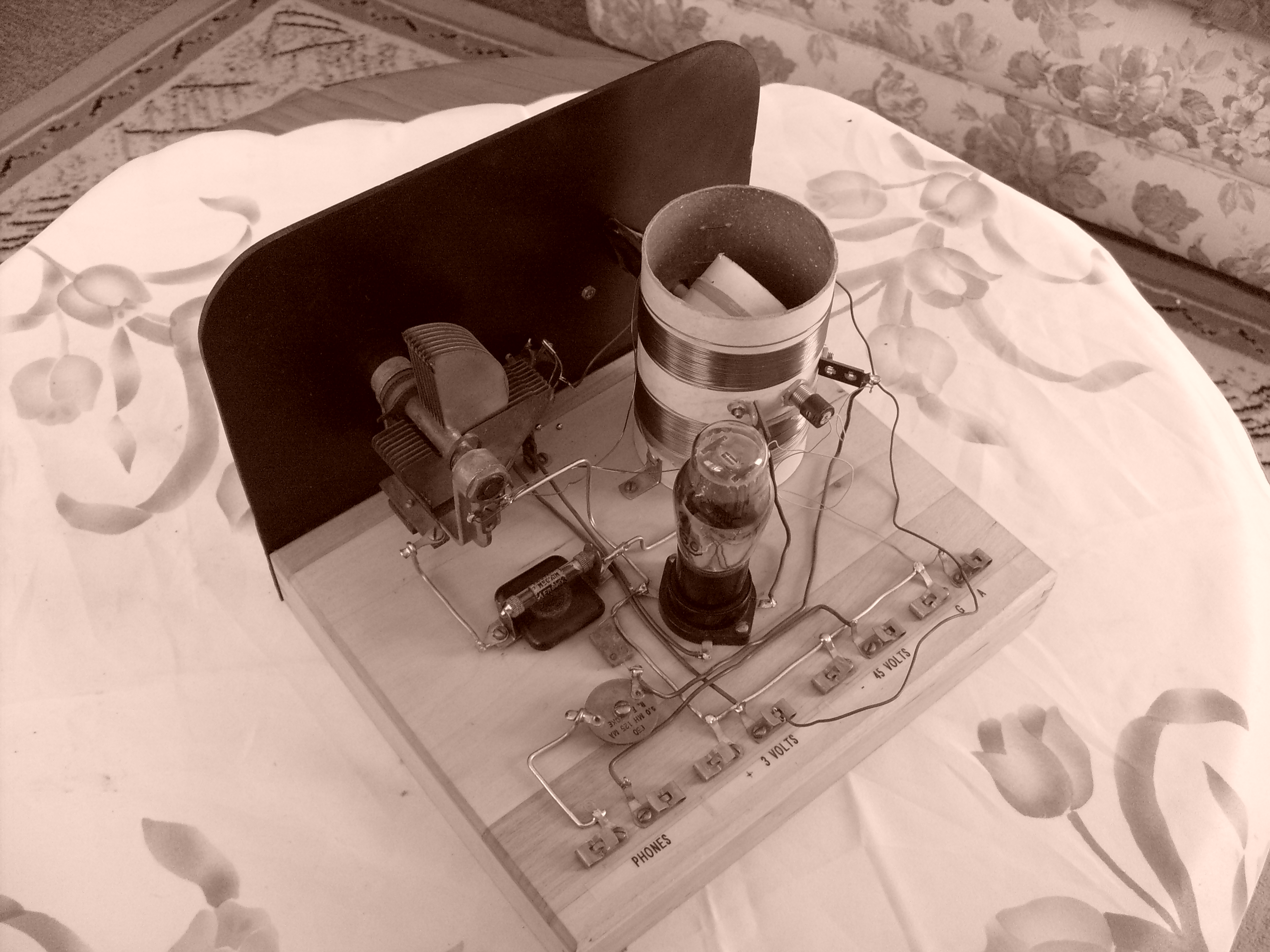
Un vechi receptor radio cu reacţie. Datorită controlului reacţiei pozitive, poate fi obţinută o amplificare suficientă, cu un singur tub electronic cu vid (centru).

Circuitele cu reacție au fost inventate and patentate în 1914 pentru amplificarea și recepționarea semnalelor radio foarte slabe. Reacția pozitivă controlată precis într-un amplificator cu un singur tranzistor multiplică amplificarea acestuia de mii de ori.  Astfel, un semnal poate fi amplificat de 20.000 sau chiar 100.000 de ori într-un singur etaj de amplificare, care ar avea în mod normal, o amplificare (câștig) de doar 20, până la 50. Problema amplificatoarelor cu reacție pozitivă care lucrează la aceste amplificări foarte mari este că ele devin ușor instabile și încep să oscileze. Operatorul de radio trebuie să fie pregătit pentru a optimiza reacția permanent pentru o recepție bună. Receptoarele de radio moderne folosesc un alt principiu de proiectare pentru obținerea de performanțe ridicate, cel al superheterodinei, cu mai multe etaje de amplificare, dar cu operare mult mai stabilă și fară reacție pozitivă.
Oscilația care poate apărea într-un circuit radio cu reacție poate fi folosită la proiectarea de oscilatoare electronice. Prin utilizarea circuitelor acordate sau a unui cristal piezoelectric (de obicei de cuarț), semnalul care este amplificat de reacția pozitivă rămâne liniar și sinusoidal. Există mai multe modele de astfel de oscilatori armonici, incluzând oscilatorul Armstrong, oscilatorul Hartley, oscilatorul Colpitts, și oscilatorul cu punte Wien. Toate folosesc reacția pozitivă pentru a produce oscilații.
Multe circuite electronice, în special amplificatoare, folosesc reacția negativă. Acest lucru le reduce amplificarea, dar le îmbunătățește liniaritatea, impedanța de intrare, impedanța de ieșire, și bandă, și stabilizează toți acești parametri, inclusiv amplificarea în buclă închisă. De asemenea, acești parametri devin mai puțin dependenți de detaliile dispozitivului de amplificare în sine și mai dependenți de componentele buclei de reacție, care sunt mai puțin susceptibile de a varia în funcție de toleranța de fabricație, vârstă și temperatură. Diferența dintre reacția pozitivă și cea negativă pentru semnalele variabile privește faza acestora: când semnalul de reacție este adus, prin intermediul buclei de reacție la intrarea amplificatorului în fază cu semnalul de intrare, reacția  este pozitivă, iar dacă acesta este adus în opoziție de fază (antifază), reacția este negativă. O problemă pentru proiectanții de amplificatoare care utilizează reacția negativă este faptul că unele dintre componentele circuitului produc defazarea semnalului în bucla de reacție.  Dacă există o frecvență (de obicei, o frecvență înaltă), la care defazarea atinge valoarea de 180°, atunci proiectantul trebuie să se asigure că amplificarea la acea frecvență este foarte mică (de obicei, acest lucru se realizează utilizând un filtru trece-jos). Dacă amplificarea în buclă închisă (produsul dintre amplificare și factorul de reacție pozitivă) la orice frecvență este unitar, atunci amplificatorul va oscila la acea frecvență (criteriul de stabilitate Barkhausen). Astfel de oscilații sunt numite uneori oscilatii parazite. Un amplificator care este stabil într-un set de condiții, poate trece în regim de oscilații parazite în alte conditii. Acest lucru poate fi datorat variațiilor de temperatură sau tensiune de alimentare, reglajelor de pe panoul frontal, sau chiar apropierii unei persoane sau a unui element conductor. Amplificatoarele pot oscila ușor în moduri care sunt greu de detectat fără un osciloscop, sau oscilațiile pot fi atât de intense, încât la ieșire se obține un semnal foarte distorsionat, sau inutilizabil, sau se poate produce chiar distrugerea amplificatorului. Oscilațiile parazite de frecvență joasă au fost numite "motorboating", ca urmare a similitudinii cu sunetul unei turatii joase.

Efectul utilizării unui trigger Schmitt (B) în locul unui comparator (A)

Circuitele electronice digitale sunt uneori proiectate pentru a beneficia de reacția pozitivă. Porțile logice obișnuite se bazează de obicei doar pe amplificare pentru a forța tensiunile digitale de valori intermediare să treacă la valorile care reprezintă '0 'sau '1' boolean. Când o tensiune de intrare variază în mod analog (continuu), dar sunt necesare praguri exacte pentru procesarea digitală ulterioară, circuitul trigger Schmitt foloseste reacția pozitivă pentru a se asigura că, dacă tensiunea de intrare trece ușor peste un anumit prag, ieșirea este basculată rapid dintr-o stare logică în cealaltă. O consecință a utilizării trigger-ului Schmitt cu reacție pozitivă este faptul că, dacă tensiunea de intrare scade lent spre același prag, reacția pozitivă va menține ieșirea în aceeași stare, fără nicio schimbare. Acest efect se numește histerezis: tensiunea de intrare trebuie să scadă până la un prag diferit, mai mic pentru a "debloca" ieșirea și a o reseta la valoarea ei digitală inițială. Prin reducerea gradului de reacție pozitivă, lățimea histerezisului poate fi redusă, dar nu poate fi eliminată complet. Trigger-ul Schmitt este, într-o anumită măsură, un circuit de blocare (latch).

Schema unui bistabil R-S ('reset-set'), alcătuit din două porţi digitale SAU-NU cu reacție pozitivă. "Roșu" și "negru" semnifică nivelul logic '1', respectiv '0'.

Un circuit bistabil este un circuit care are efect de memorie. Acesta este baza unui bit de memorie electronică. Circuitele reale de memorie utilizate în cele mai multe dispozitive electronice digitale se bazează pe circuite basculante bistabile. Acesta utilizează o pereche de amplificatoare, sau porți logice conectate între ele, astfel încât reacția pozitivă menține starea circuitului într-una din cele două stări stabile, după ce semnalul de intrare nu mai este aplicat, până cand un semnal corespunzător este aplicat, pentru a schimba starea. Aceasta este, de obicei, o formă de memorie volatilă, în sensul că încetarea alimentării cu energie a circuitului determină pierderea stării acestuia. Memoria cu acces aleator a calculatoarelor (RAM) poate fi construită în acest fel, cu un circuit bistabil pentru fiecare bit de memorie.
Ambalarea termică au loc in sistemele electronice deoarece anumite elemente ale unui circuit permit trecerea unui curent mai mare atunci când se încălzesc. Cu cât elementul devine mai cald, cu atât curentul devine mai intens. Efectele sunt de obicei catastrofale pentru aparatul în cauză. Dacă dispozitivele sunt utilizate în apropierea tensiunii de lucru maxime și este posibilă ambalarea termică, îmbunătățirile pot fi realizate, de obicei, printr-o proiectare atentă.
Sistemele audio și video pot fi usor de făcut să demonstreze reacția pozitivă. Dacă un microfon captează de la difuzoare un sunet amplificat în același circuit, se vor auzi țiuituri și fluierături datorate feedback-ului audio (până la capacitatea maximă de putere a amplificatorului), ca zgomot aleator re-amplificat de feedback-ul pozitiv și filtrat de caracteristicile sistemului audio și ale mediului înconjurător. Microfoanele nu sunt singurele traductoare supuse acestui efect. Doza magnetică a pickup-ului poate face același lucru, de obicei în gama de frecvență joasă, sub 100 Hz, fapt manifestat ca un huruit ușor. Jimi Hendrix a contribuit la dezvoltarea și utilizarea controlată și muzicală a reacției audio în chitara electrică, iar mai tarziu Brian Maywas a fost un susținător celebru al acestei tehnici.

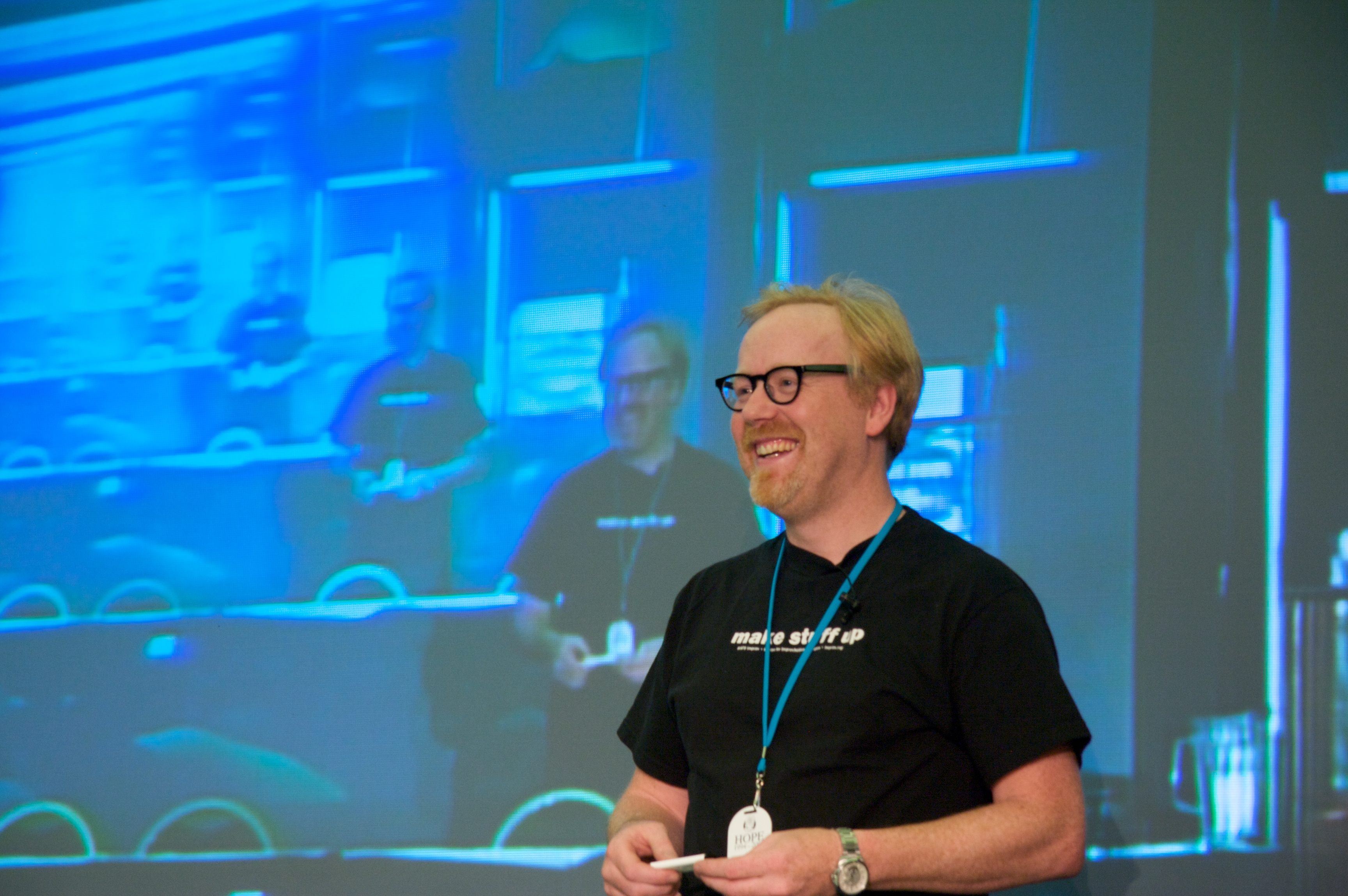
Feedback video

În mod similar, dacă o cameră video este îndreptată spre un ecran de monitor care afișează semnalul captat de acea cameră, atunci pe ecran se formează repetitive datorită reacției pozitive.
În rețelistică poate rezulta o formă de reacție pozitivă, cunoscută ca "broadcast storm" atunci când mai multe switch-uri sunt conectate într-un astfel de mod, încât ele formează o buclă. Să presupunem că dispunem de două switch-uri, fiecare cu câte 4 porturi. Accidental, porturile 1 și 2 sunt conectate la porturile1 și 2 ale celuilalt switch. Se trimite un singur pachet multi-cast, primul switch îl primește și îl trimite prin fiecare port, alături de cel care vine în acestea. Al doilea switch primește două pachete și le trimite pe fiecare prin fiecare port alături de cele sosite la acestea. Procesul se repetă, rețeaua fiind inundată rapid cu pachete returnate și trimise înapoi, până la blocarea completă a acesteia.

### În biologie

#### În fiziologie
În fiziologie pot fi găsite numeroase exemple de reacție pozitivă.
- Un exemplu este debutul contracțiilor la nastere, cunoscut sub numele de reflexul Ferguson. Atunci când se produce o contracție, hormonul oxitocină provoacă un stimul nervos, care stimulează hipotalamusul să producă mai multă oxitocină, care crește contracțiile uterine. Acest lucru duce la contracții crescătoare în amplitudine și frecvență.[18]

- Un alt exemplu este procesul de coagulare a sângelui. Bucla este inițiată atunci când țesuturile afectate eliberează substanțe chimice de semnal care activează trombocitele din sânge. O trombocită activată eliberează substanțe chimice pentru a activa mai multe trombocite, provocând o cascadă rapidă și formarea unui cheag de sange.[19]

- Lactația implică, de asemenea, reacția pozitivă în care atunci când sugarul suge sfârcul, există o reacție nervoasă în măduva spinării și până în hipotalamusul creierului, care stimulează glanda pituitară pentru a produce mai multă prolactină, care comandă producerea laptelui în cantitate mai mare.[20]

- O creștere a nivelului de estrogen în timpul fazei foliculare a ciclului menstrual provoacă ovulația.[21]

- Generarea de semnale nervoase este un alt exemplu, în care membrana unei fibre nervoase produce o scurgere ușoară a ionilor de sodiu prin intermediul canalelor de sodiu, rezultând o variație a potențialului de membrană, care, la rândul său, determină deschiderea de mai multe canale, și așa mai departe. Deci, scurgerea inițală rezultă dintr-o explozie de scurgere de sodiu, care creează potențialul de acțiune nervoasă.[22]

- În procesul de excitație-contracție a inimii, o creștere a ionilor de calciu intracelulari ai miocitelor cardiace este detectată de receptorii de rianodină în membrana reticulului sarcoplasmic, care transportă calciul afară, în citosol într-un răspuns de reacție pozitivă fiziologică.

În cele mai multe cazuri, astfel de bucle de reacție culminează cu emiterea de contra-semnale, care suprimă sau rup bucla. Contracțiile de naștere se opresc atunci când copilul este în afara corpului mamei. Produsele chimice descompun cheagurile de sânge. Alăptarea se oprește atunci când copilul nu mai are nevoie de laptele matern.

#### În reglarea genetică
Feedback-ul pozitiv este un fenomen bine studiat în regularea genetică, unde este asociat cel mai adesea cu bistabilitatea. Feedback-ul pozitiv apare atunci când o genă se auto-activează în mod direct sau indirect, printr-o buclă dublă de feedback negativ. Inginerii genetici au construit și testat rețele simple de feedback pozitiv în bacterii pentru a demonstra conceptul de bistabilitate. Un exemplu clasic de feedback pozitiv este operonul lac în E. coli. Feedback-ul pozitiv joacă un rol esențial în diferențierea celulară, dezvoltare, și progresia cancerului și, prin urmare, feedback-ul pozitiv în reglarea genetic poate avea consecințe fiziologice semnificative. Mișcările aleatoare în dinamica moleculară, cuplate cu un feedback pozitiv pot declanșa efecte interesante, cum ar fi crearea populațiilor de celule fenotipic diferite de la aceeași celulă-mamă. Acest lucru se întâmplă deoarece zgomotul poate fi amplificat de feedback-ul pozitiv. Feedback-ul pozitiv poate apărea, de asemenea, în alte forme de semnalizare celulară, cum ar fi cinetica enzimatică sau căile metabolice.

#### În biologia evoluționistă
Bucle de feedback pozitiv au fost folosite pentru a descrie aspecte ale dinamicii schimbărilor în evoluția biologică. De exemplu, începând cu nivelul macro, Alfred J. Lotka (1945) a susținut că evoluția speciilor a fost în esență o chestiune de selecție care alimenta fluxuri energetice de retur, pentru a capta din ce în ce mai multă energie pentru utilizarea ei de către sistemele vii. La nivel uman, Richard Alexander (1989) a presupus că lupta, competiția socială între și în cadrul grupurilor umane reprezintă feedback-ul pozitiv pentru selectarea inteligenței, producând astfel în mod constant inteligență umană mai rafinată. Crespi (2004) a discutat mai multe alte exemple de bucle de feedback pozitiv de evoluție. Cursa evoluționară a ramurilor oferă exemple suplimentare de feedback pozitiv din sistemele biologice.
S-a demonstrat că modificările în biodiversitate în Fanerozoic se corelează mult mai bine cu modelul hiperbolic (utilizat pe scară largă în demografie și macro-sociologie), decât cu modelele exponențiale și logistice (folosite în mod tradițional în biologia populațiilor și aplicate pe larg în biodiversitate). Modelele din urmă implică faptul că modificările în diversitate sunt ghidate de un feedback pozitiv de ordinul I (mai multi strămoși, mai multi descendenți) și/sau un feedback negativ ce rezultă din limitarea resurselor. Modelul hiperbolic presupune un feedback pozitiv de ordinul al doilea. Modelul hiperbolic al creșterii populației mondiale s-a demonstrat (vezi mai jos), că derivă dintr-un feedback pozitiv de ordinul al doilea, între mărimea populației și rata de creștere tehnologică. Caracterul hiperbolic al creșterii biodiversității poate fi reprezentat în mod asemănător de un feedback pozitiv între diversitatea și complexitatea structurii comunității. S-a sugerat că similitudinea dintre curbele biodiversității și cele ale populației umane provine probabil din faptul că ambele derivă din interferența tendinței hiperbolice (produs de feedback-ul pozitiv) cu dinamica ciclică și stocastică.

### In psihologie
Winner (1996) a descris copiii talentați ca fiind condusi de bucle de feedback pozitiv care implică stabilirea propriului curs de învățare, ceea ce alimentează înapoi satisfacția, ceea ce stabilește obiectivele lor de învățare la niveluri superioare și așa mai departe. Winner a numit această buclă de feedback pozitiv, ca o "furie la adresa maestrului. "Vandervert (2009a, 2009b) a propus ca această prodigiozitate infantilă să fie explicată ca o buclă de feedback pozitiv între producția gândirii/performanța în memoria de lucru, care apoi este transmisă la cerebel unde este raționalizat, iar apoi retrimite înapoi la memoria de lucru, rezultând astfel o ieșire constant crescătoare cantitativ și calitativ a memoriei de lucru. Vandervert, de asemenea, a susținut că această memorie de lucru/bucla de feedback pozitiv cerebelar a fost responsabilă pentru evoluția limbajului în memoria de lucru.

### În economie

#### În dezvoltarea sistemului mondial
Creșterea exponențială a populației lumii, observată până în 1970 a fost recent corelată cu un feedback neliniar pozitiv de ordinul doi între creșterea demografică și dezvoltarea tehnologică, ceea ce pote fi exprimat astfel: creștere tehnologică - creșterea capacității de susținere a oamenilor de către Pământ - creștere demografică - mai mulți oameni - mai multi potențiali inventatori - accelerare a creșterii tehnologice - accelerare a creșterii capacității de susținere – mai rapida creștere a populației - creștere mai accelerată a numărului de inventatori potențiali - creștere tehnologică mai rapidă - prin urmare, creșterea mai rapidă a capacitatii Pamantului de a sustine oameni și așa mai departe.

#### Risc sistemic
Riscul sistemic este riscul ca un proces de amplificare sau un efect de pârghie sau un proces de feedback pozitiv să se dezvolte într-un sistem; acesta este de obicei necunoscut și în anumite condiții acest proces se poate amplifica exponențial și poate duce rapid la un comportament distructiv sau haotic. O schemă Ponzi este un bun exemplu de sistem cu feedback pozitiv, deoarece ieșirea sa (profitul) este trimisă înapoi (noi investitori), provocând o creștere rapidă spre colaps. Brian W. Arthur a studiat si a scris despre feedback-ul pozitiv în economie (de exemplu, W. Brian Arthur, 1990)
Sistemele simple, care separă în mod clar intrările și ieșirile, nu sunt predispuse la riscul sistemic. Acest risc este mult mai probabil când complexitatea sistemului crețte, deoarece devine mult mai dificilă analiza tuturor combinațiilor posibile ale variabilelor din sistem. Cu cât este mai eficient un sistem complex, cu atât este mai probabil ca el să fie predispus la riscuri sistemice, deoarece este nevoie doar de o mică abatere pentru a perturba sistemul. Prin urmare, sistemele complexe bine proiectate au în construcție caracteristici pentru evita această situație, cum ar fi o puțină frecare, rezistență, inerție, sau întârziere a decuplării ieșirii de intrare în cadrul sistemului. Acești factori duc la o oarecare ineficiență, dar ele sunt necesare pentru a evita instabilitatea.

#### Populația și agricultura
Agricultura și populația umană pot fi considerate a fi într-un mod de feedback pozitiv, ceea ce înseamnă că una o conduce pe cealaltă cu o intensitate în creștere. Se sugerează că acest sistem de feedback pozitiv se va încheia cândva cu o catastrofă, din moment ce agricultura modernă se foloseste de toți fosfații la îndemână și recurge la monoculturi extrem de eficiente, care sunt mai sensibile la risc sistemic.

#### Prejudecăți, instituții sociale și sărăcie
Gunnar Myrdal a descris un cerc vicios al inegalităților în creștere și a sărăciei, care este cunoscut sub numele de "Cauzalitate circulară cumulativă (CCC)".

### În climatologie
Într-un climat, un subsistem cu feedback pozitiv niciodată nu acționează în mod izolat, ci este întotdeauna încorporat în sistemul climatic global, care în sine este întotdeauna obiectul unui feedback negativ foarte puternic, legea Stefan-Boltzmann, care stabilește că radianța totală a corpului negru este proporțională cu puterea a patra a temperaturii. Prin urmare, pe Pământ, amplificarea (câștigul) sistemului global este întotdeauna subunitară, oprind sistemul să sufere efecte necontrolate. Deși este posibil să fi fost perioade de timp (cum ar fi ieșirea dint-o epocă de gheață) în care câștigul a fost supraunitar, acest lucru nu a durat suficient de mult pentru a produce efecte extreme, cum ar fi evaporarea oceanelor, așa cum se crede că s-a întâmplat pe Venus.
Exemple de subsisteme de feedback pozitiv în climatologie:
- o atmosferă mai caldă va topi gheata și acest lucru schimbă albedo-ul, ceea ce încălzește mai departe atmosfera.
- hidrații de metan pot fi instabili, astfel ca un ocean încălzit ar putea elibera mai mult metan, care este un gaz cu efect de seră

### În sociologie
O profeție care se îndeplineste este o buclă de feedback pozitiv social între convingeri și comportament: dacă destui oameni cred că ceva este adevărat, comportamentul lor poate face acel "ceva" adevărat și observarea comportamentului lor duce la creșterea credinței. Un exemplu clasic este cel al insolvenței unei bănci, amintit mai sus.
Un alt exemplu de feedback pozitiv sociologic este efectul de rețea. Atunci când mai multe persoane sunt încurajate să se alăture unei rețele aceasta crește raza de acțiune a rețelei, prin urmare, rețeaua se extinde tot mai rapid. Un videoclip viral este un exemplu de efect de rețea în care link-uri către un clip video popular sunt împărtășite și redistribuite, asigurându-se că tot mai multe persoane vor vedea videoclipul și apoi vor distribui la rândul lor link-ul. Aceasta este baza pentru multe fenomene sociale, inclusiv schema Ponzi și scrisori în lanț. În multe cazuri, mărimea populației, este factorul de limitare a efectului de feedback.